# Barahna brooyar
Barahna brooyar är en spindelart som beskrevs av Davies 2003. Barahna brooyar ingår i släktet Barahna och familjen Stiphidiidae.
Artens utbredningsområde är Queensland. Inga underarter finns listade.